# Pragskolan
Pragskolan eller "Prags litterära krets" (franska: Cercle linguistique de Prague; tjeckiska: Pražský lingvistický kroužek; ryska: Пражский лингвистический кружок), som grundades 1926, var ursprungligen en inflytelserik grupp lingvister, filologer och litteraturkritiker i Prag i Tjeckoslovakien. Vid sina internationella kontakter använde Pragskolan framförallt i början av sin verksamhet det franskspråkiga namnet. Dess förespråkare utvecklade under åren 1928–1939 metoder för strukturalistisk litteraturanalys, en teori om standardspråk samt teorier om språkutbildning och språkvård.
Idag är Pragskolan en ideell förening som syftar till att bidra till kunskap om språk och relaterade teckensystem enligt funktionellt strukturella principer. För detta ändamål organiserar den regelbundna möten med föreläsningar och debatter, publicerar professionella publikationer och organiserar internationella evenemang.
Pragskolan har fortlöpande haft ett betydande inflytande på lingvistik och semiotik. Gruppen upplöstes 1952, fyra år efter Pragkuppen 1948, men Pragskolan fortsatte att vara en stark kraft inom den lingvistiska funktionalismen, till skillnad från Köpenhamnsskolan eller brittiska lingvistiska teorier enligt John Rupert Firth och senare Michael Halliday. Pragskolan har också påverkat lingvistiken i USA. Strukturalisterna från Prag har vidare haft ett stort inflytande på den strukturalistiska filmteorin. Pragskolans strukturalistiska lingvistik är i sin tur inspirerad av Ferdinand de Saussures språkteorier.

## Historik
Pragskolan grundades 1926 på Café Derby i Prag och det var där gruppen anordnade sina möten de första åren. Initiativtagare var den tjeckiske lingvisten Vilém Mathesius (1882–1945) och han var även gruppens första ordförande, ända fram till sin död. 
Bland Pragskolans övriga, mest namnkunniga medlemmar under dess guldålder före andra världskriget återfanns de ryska immigranterna Roman Jakobson, Nikolaj Trubetskoj och Sergei Kartsevski samt tjeckiska René Wellek, Jan Mukařovský (1891–1975), Bohumil Trnka (1895–1984) och Bohuslav Havránek (1893–1978).

## Personer som påverkats av Pragskolan (urval)
- Noam Chomsky
- Joseph Greenberg
- Alf Sommerfelt
- Jan Niecisław Baudouin de Courtenay
- Louis Hjelmslev